# Brachymeria hime
Brachymeria hime  (лат.) — вид мелких хальциноидных наездников рода Brachymeria из семейства Chalcididae. Юго-Восточная Азия: Вьетнам, Индия, Китай, Непал, Тайвань, Филиппины, Япония.

## Описание
Среднего размера перепончатокрылые хальциды, длина 3,5 — 5,8 мм. Преорбитальные глазные валики хорошо развиты. Основная окраска чёрная (ноги с желтоватыми отметинами; задние бёдра в основном чёрные). Внешний вентральный край задних бёдер с несколькими  зубцами.  Усики 13-члениковые. Лапки 5-члениковые. Грудь выпуклая. Задние бёдра утолщённые и вздутые.
Паразитирует на куколках различных  бабочек (Lepidoptera), в том числе Grapholitha molesta Busck (Tortricidae); Eutectona machaeralis (Pyralidae), Nephoteryx eugraphella Ragonot (Phyticidae).
Вид был впервые описан в 1960 году, а его валидный статус подтверждён в 2016 году индийским энтомологом академиком Текке Куруппате Нарендраном (Narendran T.C.; Zoological Survey Of India, Калькутта, Индия) и голландским гименоптерологом К. ван Ахтенбергом (Cornelis van Achterberg; Naturalis, Лейден, Нидерланды) по материалам из Вьетнама.